# Filid
Filid (singulár fili „věštec“) byla vrstva básníků-učenců ve středověkém Irsku. Svými básněmi oslavovali i kritizovali mocné a díky svým znalostem dějin, práva a literatury fungovali jako zdroj legitimity panovnických rodů. Jakožto strážci profánního vědění převzali v christianizovaném Irsku místo druidů. Bardové představovali nižší vrstvu básníků a tímto slovem byly označováni významní básníci až pod pozdním anglickým vlivem. Mezi významnéjší filid patřil například Colmán mac Léníne žijící v letech 530 – 606 a Eochaid mac Colla žijící v letech 530 – 598.
Filid patřili do nejvyšší vrsty středověké irské společnosti, mezi takzvané sóernemed „svobodné privilegované“, společně s králi, kleriky a šlechtou.